# 추기경단
추기경단(樞機卿團, 라틴어: Collegium cardinalis)은 로마 가톨릭교회의 모든 추기경들로 구성된 집합체이다.
추기경단은 기독교의 사안에 대한 문제로 교황이 조언을 얻고자 추기경회의를 소집할 때, 그에 대한 자문을 성실하게 이행해야 할 의무가 있다. 또한, 추기경단은 교황이 선종할 시 긴급하게 소집하여 다음 교황을 뽑을 교황 선거인 콘클라베를 개최해야 한다. 추기경단은 사도좌 공석(교황 부고시) 기간을 제외하고는 교회에 대한 재치권을 행사할 수 없으며, 사도좌 공석 기간 중에도 현행 법의 조항에 의해 극도로 제한되어 있다. 현행 법은 사도적 서한 《주님의 양떼》와 바티칸 시국 기본법에 규정되어 있다.
추기경단 단장은 수석 추기경이 맡으며 그의 유고시에는 차석 추기경이 대신한다. 추기경단 단장은 추기경회의를 진행하는 역할을 할 수는 있지만, 교황처럼 추기경들에 대한 통치권은 가지고 있지 않다.
교회법 제350조에 따라 추기경단은 주교급 추기경, 사제급 추기경, 부제급 추기경 등 세 품급으로 구별된다. 모든 추기경은 주교품을 받도록 권고되나 부제급 추기경 임명자들 중에는 고령으로 주교품을 사양하여 주교가 아닌 추기경도 있다

## 같이 보기
- 추기경 목록